# 常盤台站 (大阪府)

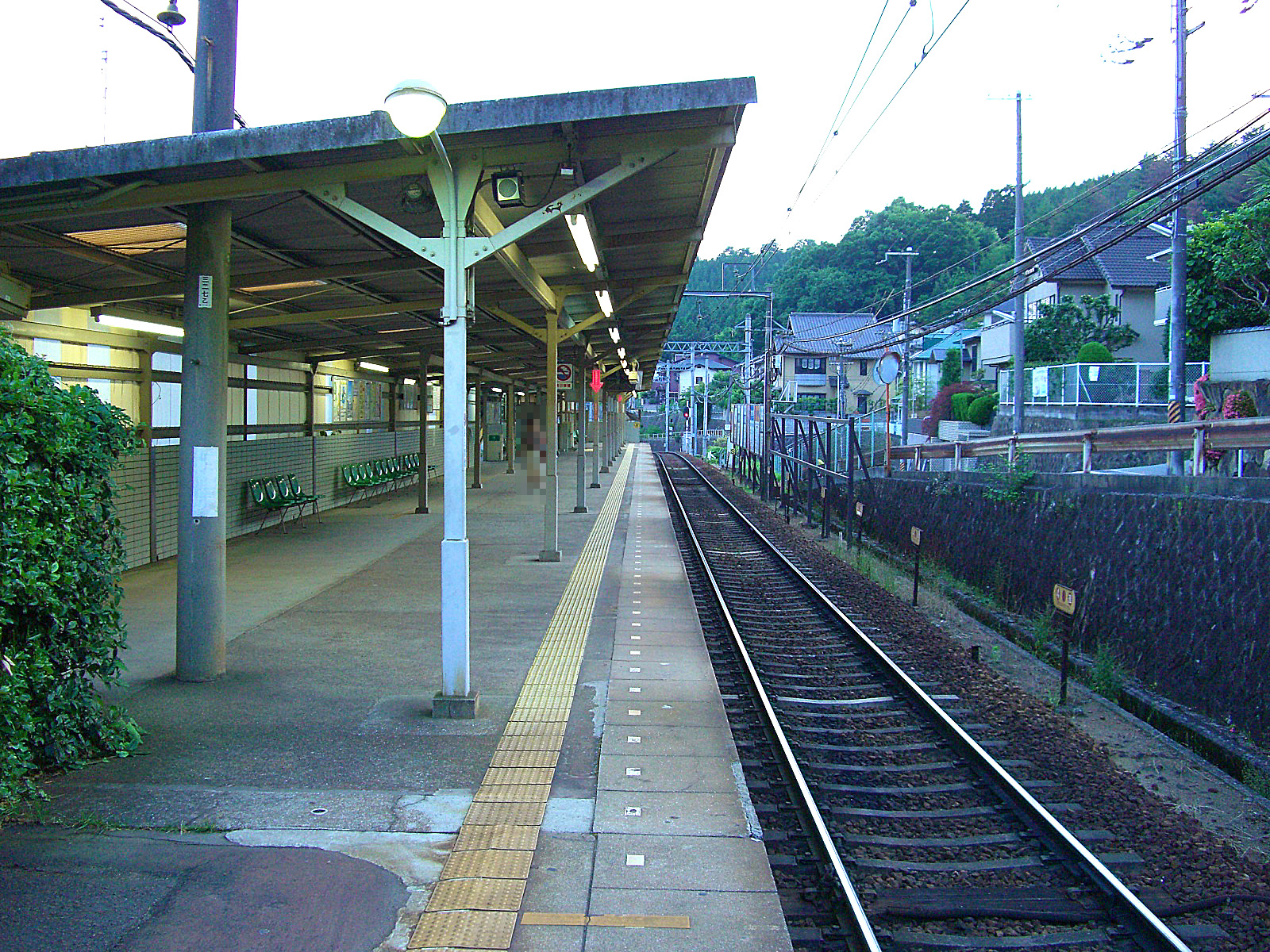
常盤台站月台

常盤台站（日语：／ Tokiwadai eki */?）是位於大阪府豐能郡豐能町常盤台1丁目，能勢電鐵的妙見線車站，車站編號為NS13。
車站名稱取自附近的新市鎮「常盤台」。此站是常盤台的玄關口。

## 歷史
此站是為了前年（1967年）完工的常盤台而設，為了方便當地居民而設。
- 1968年（昭和43年） - 7月7日 車站啟用[1]。

## 車站構造
車站是一座地面車站，設有1面1線的單式月台。上下行線列車均停靠於同一月台。月台可容納4卡編成的列車。
閘口與月台之間設有梯級。此站沒有斜道，樓梯設有2段式扶手。
月台上設有候車室。廁所位於閘口內，也設有輪椅專用廁所。

## 車站周邊
車站附近均為常盤台住宅區。
- 豐能常盤台郵局

另外，在距離車站700米處為東常盤台地區，該處設有以下設施：
- 阪急Oasis（日语：阪急オアシス）
- 豐能町公所 吉川分所
- 豐能東常盤郵局
- 豐能町立圖書館（日语：豊能町立図書館）
- 豐能町立吉川中學（日语：豊能町立吉川中学校）
- 池田泉州銀行 常盤台分店
- 國道477號（日语：国道477号）

## 巴士路線
站前設有「豐能町接力班次」前往箕面醫院（經箕面森町地區中心）。巴士站名為「常盤台站」。
另外也設有前往東常盤台地區的阪急巴士豐能西線（前往光風台站、妙見口站、箕面森町地區中心方向）。

## 利用狀況
以下為各年1日平均上下車人次變化。
| 年度               | 一日平均 上下車人次 |
| ------------------ | ------------------- |
| 2004年（平成16年） | 約3,960             |
| 2006年（平成18年） | 約3,913             |
| 2007年（平成19年） | 約3,686             |
| 2008年（平成20年） | 約3,435             |
| 2009年（平成21年） | 約3,128             |
| 2010年（平成22年） | 約3,050             |

## 相鄰車站
能勢電鐵
 妙見線
■普通
光風台（NS12）－常盤台（NS13）－妙見口（NS14）

## 注腳
1. 1 2  曾根悟（監修）. 朝日新聞出版分冊百科編集部（編集） , 编. . 週刊朝日百科. 14号 神戸電鉄・能勢電鉄・北条鉄道・北近畿タンゴ鉄道. 朝日新聞出版. 2011-06-19: 16–17 （日语）.
2. ↑  大阪府統計年鑑

## 外部連結
- 常盤台站 （能勢電鐵） （页面存档备份，存于）（日語）